# Петронила Арагонска
Петронила Арагонска (на арагонски: Peironela, на каталонски: Peronella, на испански, астурски, галисийски, баски и португалски: Petronila, на латински: Petronilla; * 29 юни 1136, Уеска, Кралство Арагон; † 15 октомври 1173, Барселона) е кралица на Арагон, графиня на Собрарбе и на Робагорса (1137 – 1164), чрез брак графиня на Барселона (1137 – 1162). Отказва се от властта в полза на сина си Алфонсо през 1164 г.

## Произход
Петронила е дъщеря на Рамиро II Монаха (* 1086, † 1157), крал на Арагон и граф на Собрарбе и Робагорса, и съпругата му Агнес (Матилда) Аквитанска (ок. 1105, † ок. 1159), законна дъщеря на херцога на Аквитания и граф на Поатие Гийом IX.

## Биография
През 1134 г., след като нейният чичо, кралят на Арагон, крал на Памплона и граф на Собрарбе и Рибагорса, Алфонсо I Воинът, умира без наследници и арагонските благородници назначават няколко регенти. След това те предлагат двете кралства на бъдещия баща на Петронила, Рамиро, брат на Алфонсо I, който е монах от манастира Сен Пон дьо Томиер близо до Нарбон. Въпреки това наварските благородници, които не вярват в способностите на Рамиро, отказват и решават да разделят двете кралства, избирайки Гарсия, потомък на краля на Навара Гарсия III Санчес, така че наследниците на Алфонсо са Рамиро II Монаха в Кралство Арагон и Гарсия IV Рамирес Реставратора в Кралство Навара.
След това Рамиро получава папското разрешение да напусне манастира и да се ожени. Рамиро е провъзгласен за крал на Арагон като Рамиро II и на 13 ноември 1135 г. се жени за Матилда (Агнес) от Поатие (Аквитанска).
След раждането на Петронила на 29 юли 1136 г. през месец октомври родителите правят дарение. Преди края на същата година Рамиро се разделя със съпругата си Агнес, която се оттегля в манастира Санта Мария де Фонтевро, където умира между края на 1159 и 1160 г.
През 1137 г., на възраст около една година, Петронила е сгодена за графа на Барселона Раймон Беренгер IV. Брачният договор е подписан в Барбастро на 11 август 1137 г.; на 27 август в замъка Айербе Рамиро II съставя документ, в който се задължава да не взема важни решения без одобрението на бъдещия си зет. На 13 ноември същата година, запазвайки титлата на крал, Рамиро II абдикира в полза на дъщеря си Петронила. Детето-кралица е отведено в Барселона, за да се образова в двора на Графство Барселона. Рамиро II делегира бъдещия си зет да управлява Кралство Арагон с титлата принц на Арагон и граф на Барселона, за да се противопостави на краля на Леон и Кастилия Алфонсо VII, който, след като е окупирал Кралство Навара през 1136 г., е навлязъл в Арагон, окупирал е част от кралството и, приемайки титлата император, му е наложил васалитет. Облечен с тази титла, Раймон Беренгер IV през 1140 г. преговаря с Алфонсо VII, като се съгласява да изтегли кастилците от Сарагоса, като им признава всички територии отдясно на река Ебро. Рамиро II, който умира в Уеска на 16 август 1157 г., прекарва последния период от живота си в манастира Сан Педро ел Вехо в Уеска и в своето имение Сан Урбес де Сарабло (Уеска), но не е сигурно, че той се е върнал окончателно към монашеския живот.
През 1143 г. в Самора, пред легата на папа Инокентий II, чийто суверенитет е признат над Кралство Арагон и Графство Барселона, кралят на Кастилия Алфонсо VII признава брачния договор между графа на Барселона Раймон Беренгер IV и много младата кралица на Арагон Петронила, като по този начин се приема обединението на всички каталонски графства с Арагон и всъщност едно велико кралство Арагон. След това споразумение има сътрудничество между кралства Кастилия и Арагон в борбата срещу мюсюлманските кралства и през 1147 г., с помощта на генуезкия флот, те поставят Алмерия под обсада.
След като през 1150 г. кралица Петронила навършва 14 години – възрастта, изисквана от каноничното право за брак, тя се омъжва през август в Лерида за Раймон Беренгер IV Светия и бракът може да бъде консумиран.
През 1157 г., след смъртта на баща си, Петронила наследява титлата на кралица на Арагон. Мъжът ѝ умира през 1162 г. След смъртта му Петронила остава единствената кралица в Арагон, докато управлява Графство Барселона от името на малолетния им син Раймон Беренгер, бъдещият Алфонсо II. След две години, на 18 юни 1164 г., тя абдикира в полза на сина си. който в този момент става крал на Арагон и приема името Алфонсо (Алфонсо II Целомъдреният) в чест на неговия прачичо Алфонсо I Боеца. От този момент има обединение на Арагон с каталонските графства. Петронила обаче продължава да управлява, тъй като Алфонсо II е все още непълнолетен.
Петронила умира на 17 октомври 1174 г. в Барселона и е погребана в Катедралата на Светия кръст и Света Евлалия. Тя е единственият управляващ суверен на Арагон: нейната потомка Хуана Кастилска е само формално такава.

## Брак и потомство
∞ 1150 в Лерида за Раймон Беренгер IV Светия (* 1113, Барселона; † 6 август 1162, Борго Сан Далмацо), син на графа на Барселона Раймон Беренгер III Велики и на графинята на Прованс и Геводан Дулса I, от когото има четирима сина и една дъщеря:
- Педро Арагонски[26] (* 1152, † пр. 1162[27]), наследник на трона на Арагон според завещанието на Петронила от 1152 г.[26]
- Алфонсо II Целомъдрения[28] (* 1157, † 1196), кръстен Раймон Беренгер, a по-късно наречен Алфонсо в чест на своя чичо Алфонсо I Воина. Той е граф на Барселона от 1162 г. и след това крал на Арагон от 1164 до 1196 г. ∞ 18 януари 1174 г. в Сарагоса за Санча Кастилска, дъщеря на Алфонсо VII и полската княгиня Рикса, и сестра на краля на Кастилия Санчо III, от която има пет сина и три или четири дъщери
- Педро Арагонски[28] (* 1158., † 5 април 1181, Монпелие), граф на Серданя[26] и граф на Прованс[29], който през 1166 г., когато приема титлата „граф на Прованс“ с името Раймон Беренгер III
- Дулсе Арагонска (* 1160, Барселона, † 1 септември 1198, Коимбра), ∞ 1175 г. за крал Саншу I от Португалия, от когото има 11 деца
- Санчо Арагонски (* 1161 † 1223), граф на Сердан, граф на Прованс и граф на Русийон; ∞ 1. 1184 за Ерменесеинда от Рокабер, от която няма деца 2. 1185 за Санча Нюнес де Лара († 1210), от която има две деца.

#### Първични източници
- Rerum Gallicarum et Francicarum Scriptores, tome XII.
- España Sagrada, volume XXIII.
- Chronicon sancti Maxentii Pictavensis.
- Cartulaire de l'abbaye de la Sainte-Trinité de Tiron, Tome I.
- España Sagrada, volume XLIII.
- Monumenta Germaniae Historica, Scriptores, Tomus XXIII. (архив)

#### Вторични източници
- Rafael Altamira, La Spagna (1031-1248), in Storia del mondo medievale, vol. V, 1999, с. 865 – 896
- Edgar Prestage, Il Portogallo nel Medioevo, in Storia del mondo medievale, vol. VII, 1999, с. 576 – 610
- Crónica de San Juan de la Peña.
- Chronique de Robert de Torigni, abbé de Mont-Saint-Michel, Tome I.